# Сулковице (гмина)
Сулковице (пол. Sułkowice) — городско-сельская гмина (волость) в Польше, входит как административная единица в Мысленицкий повет, Малопольское воеводство. Население — 13 640 человек (на 2004 год).

## Демография
| Перепись                       | Всего   | Всего | Женщины | Женщины | Мужчины | Мужчины |
| ------------------------------ | ------- | ----- | ------- | ------- | ------- | ------- |
| Единицы                        | человек | %     | человек | %       | человек | %       |
| Население                      | 13 640  | 100   | 6864    | 50,3    | 6776    | 49,7    |
| Плотность населения (чел./км²) | 225,3   | 225,3 | 223,5   | 223,5   | 111,9   | 111,9   |

## Соседние гмины
1. Гмина Будзув
2. Гмина Лянцкорона
3. Гмина Мысленице
4. Гмина Пцим
5. Гмина Скавина